# Port du Rhin
Cet article concerne le quartier du Port du Rhin à Strasbourg. Pour le port fluvial de la ville, voir Port autonome de Strasbourg.
Le Port du Rhin est un quartier à l'est de Strasbourg.
Il se situe le long du Rhin et représente la dernière portion de territoire français avant l'Allemagne. Les quartiers limitrophes sont l'Esplanade et le Neudorf à l'ouest, les quartiers du conseil des XV et de la Robertsau au nord-ouest et au sud-ouest le Neuhof.
C'est un quartier industriel qui couvre tout le flanc est de Strasbourg, seul le centre du quartier comporte quelques commerces et zones résidentielles.
Administrativement la partie centrale forme le quartier du Port du Rhin. Le port aux pétroles, au nord du canal de la Marne au Rhin, se trouve à la Robertsau tandis que la partie sud est intégrée au quartier Neuhof 2.

## Histoire
Au Moyen Âge le port de Strasbourg se trouvait en ville à proximité de l'ancienne douane. En 1882, il se déplace vers l'hôpital civil (bassin de l'Hôpital en lien avec le canal du Rhône au Rhin) puis vers la place de l'étoile avec la construction du port de la porte des Bouchers (actuel bassin d'Austerlitz) en 1892. Enfin il s'implante à son emplacement actuel en 1899 avec la construction de la capitainerie et des bassins du Commerce et de l'Industrie en 1901.
Le quartier historique du Port du Rhin est situé au bout de l'avenue de la Forêt-Noire et de la route du Rhin près du pont de l'Europe. Le port aux pétroles au nord, près de la Robertsau, est aménagé à partir de 1927. D'autres extensions, vers le sud-ouest, sont réalisées dans les années 1930 (bassin Dusuzeau).
En 1925, la ville fait construire un hippodrome au bord du Rhin près du pont de Kehl. Pendant la Seconde Guerre mondiale il est utilisé comme terrain d'exercices militaires.
La partie sud du quartier, vers le Neuhof, est constituée exclusivement de zones industrielles. Elle a été aménagée à partir des années 1950.
La piscine du Rhin avait été construite en 1964 à l'emplacement de l'ancien hippodrome devenu un parc public (le parc du Rhin actuel jardin des Deux Rives), elle est transformée en 1985 pour devenir le centre aquatique Océade. Elle est définitivement fermée en 1996 et démolie en 2001.
Le 10 avril 1991 à 7h30, une explosion accidentelle survenue dans un silo des Grands Moulins de Strasbourg, au bord du bassin du Commerce, causa la mort d'un employé et provoqua d'importants dégâts.
Le 4 avril 2009, en marge du 21e sommet de l'OTAN, un Black Bloc se livre à des exactions dans le quartier du Port du Rhin : un hôtel, une pharmacie, l'office de tourisme et l'ancien poste des douanes sont incendiés.
Actuellement, le quartier est séparé du reste de la ville par des friches industrielles, mais l'Eurométropole de Strasbourg a lancé un vaste programme d'urbanisation dans ce secteur. Il est classé quartier prioritaire avec 1 591 habitants en 2018 pour un taux de pauvreté de 50 %.
Le projet « Deux-Rives » vise à relier le secteur du Heyritz jusqu'au Port du Rhin, traçant un axe d'urbanisation Est-Ouest vers l'Allemagne. De nombreux aménagements concernent le quartier notamment la construction de la nouvelle clinique « Rhéna » ouverte le 27 février 2017 et résultant de la fusion des cliniques Adassa, Diaconat et Sainte-Odile. La place de l'Hippodrome au centre du quartier a été réaménagée et plusieurs ensembles immobiliers (dont une résidence sénior) ont été construits. À terme, la nouvelle étape du projet (entre le parc de la Citadelle et le Rhin) prévoit la construction de 3 700 logements, 20 hectares d'espaces verts et 130 000 mètres² d’équipements publics et d’activités socio-économiques et culturelles sur 74 hectares (secteurs Citadelle, Starlette, Coop, Port du Rhin).
L'extension de la ligne D du tramway de Strasbourg jusqu'à la gare de Kehl, desservant ainsi le quartier du Port du Rhin, est inaugurée le 28 avril 2017. À cette occasion, le nouveau pont sur le Rhin (le quatrième avec le pont de l'Europe, le pont ferroviaire et la passerelle Mimram), également accessible aux piétons et aux cyclistes, est baptisé « pont Beatus-Rhenanus » du nom d'un humaniste rhénan.
Le 6 juin 2018 à 9h30, l'explosion d'un silo à grains du Comptoir agricole situé dans la zone portuaire sud fait quatre blessés (dont trois en état d'urgence absolue). La piste de l'accident survenu au cours d'une opération de maintenance est privilégiée. En raison de la présence d'amiante dans les débris, un périmètre de sécurité a été mis en place autour du site.
L'ancien site de la Coop, représentant près de 100 000 mètres², doit devenir un pôle culturel comportant des ateliers d'artistes ou encore des réserves pour les musées de Strasbourg. La réhabilitation du site a été confiée à l'architecte-urbaniste-paysagiste Alexandre Chemetoff qui souhaite conserver la plupart des bâtiments existants.
Le 10 mars 2021, le centre de données d’OVHcloud est détruit par un incendie.

## Description

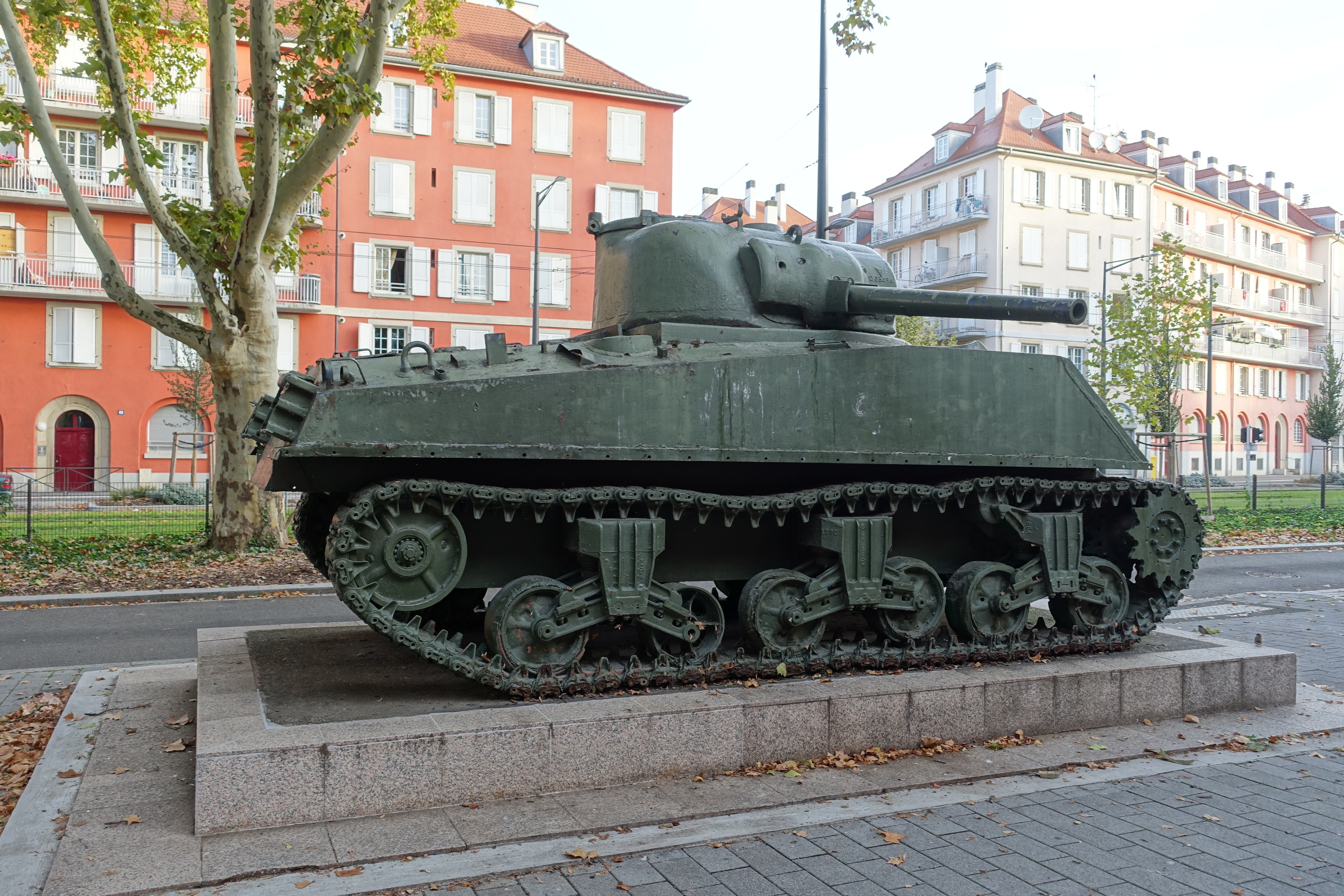
Char « Cherbourg » du maréchal-des-logis-chef Albert Zimmer exposé au Port du Rhin.

Le centre du quartier est situé sur l'Île aux Épis, à son entrée ouest, au bord du bassin du Commerce, se dresse l'ancienne capitainerie, de style néo-gothique, construite en 1899. Toujours au bord du bassin du Commerce, à l'arrière de la capitainerie, se trouvent le terminal conteneurs nord et la malterie.
Un peu plus loin, se trouve la gare de Strasbourg-Port-du-Rhin (ouverte uniquement au trafic fret). La place de l'Hippodrome constitue le cœur du quartier, elle est bordée par l'église Sainte-Jeanne-d'Arc et la chapelle de la Rencontre.
Un bureau de poste est installé au 10 rue de l’Abbé-François-Xavier-Scherer (jusqu'en août 2017 il occupait le rez-de-chaussée de l'ancienne capitainerie).
L'ancien parc du Rhin a été réaménagé et agrandi en 2004 pour devenir un parc transfrontalier, le jardin des Deux Rives.
Le char Zimmer et le square des Fusillés rendent hommages aux disparus de la Seconde Guerre mondiale.
À l’extrême sud du quartier, l'île du Rohrschollen constitue une réserve naturelle de plus de 300 hectares, vestiges de l'ancienne forêt alluviale rhénane.